# Trevor Dunn
Trevor Roy Dunn (Eureka (Californië), 30 januari 1968) is een Amerikaanse muzikant (basgitaar, contrabas) en componist.

## Biografie
Dunn begon op 13-jarige leeftijd bas te spelen. Als eerste invloeden noemde hij The Beach Boys, Blondie, Cheap Trick en Kiss, maar ook Venom, The Swans en Slayer. In 1986, op 18-jarige leeftijd, richtte hij samen met Mike Patton en Trey Spruance het muziekproject Mr. Bungle op, dat in zijn begintijd een mix van thrashmetal, hardrock en funk produceerde. Ondertussen studeerde Dunn bas, contrabas en muziek. Hij voltooide zijn studie in 1990 op 22-jarige leeftijd. Een jaar later was het titelloze grote debuut van de band Mr. Bungle de eerste nationale en internationale publicatie bij Warner Bros. Records. Sindsdien heeft Dunn voor en met verschillende muzikanten, componisten en artiesten gewerkt. Zijn samenwerking met de zanger en labeloprichter Mike Patton, de componist John Zorn, Curtis Hasselbring, de band Secret Chiefs 3 wordt bijzonder benadrukt. Bob Ostertag haalde hem voor zijn productie Pantychrist.
In de kamerjazzbands van Ben Goldberg en John Schott viel hij op als een gevoelige improvisator. Verder werkte Dunn met en voor verschillende musici zoals Sean Lennon, The Melvins, Brian Welch en David Krakauer. Met name zijn herhaalde werk voor John Zorn en Mike Patton heeft bijgedragen aan zijn populariteit als studio- en livemuzikant. Voor Zorn neemt hij onder meer deel aan de projecten Electric Masada en The Moonchild Trio. Hij schreef ook filmmuziek voor verschillende onafhankelijke films.
Mr. Bungle werd opgericht in 1986 en ontbonden in 2000. Ondertussen namen ze vier demotapes en drie albums op. De stijl van de band varieerde bij elke publicatie, maar elementen uit jazz en metal, evenals vulgair en obsceen gedrag en zwarte humor speelden altijd een sleutelrol in de muziek, tekst en podiumpresentatie van de band. Naast dit project, dat grotendeels bestond uit punk en metal, speelde Dunn zowel klassieke jazzsets als commerciële lounge-uitvoeringen in en rond San Francisco. Halverwege de jaren 1990 richtte Dunn onder leiding van Mr. Bungle leden Danny Heifetz en Trey Spruance Secret Chiefs 3 op onder de creatieve leiding van deze laatste. Net als Mr. Bungle speelt deze band geen duidelijk gedefinieerde stijl en mengt surfrock met oosterse muziek, deathmetal en andere invloeden.
In 1998 richtte Dunn zijn eigen onafhankelijke bandproject op met wisselende collega-muzikanten onder de titel Trevor Dunns Trio-Convulsant. De band, met onder meer gitarist Adam Levy en drummer Kenny Wollesen, speelt een jazzversie met invloeden uit doommetal en rock. Een jaar later formeerde Mike Patton de supergroep Fantômas en nodigde Dunn uit om mee te doen. De band met Buzz Osborne van The Melvins en Dave Lombardo van Slayer heeft sindsdien vier albums uitgebracht die grotendeels aan de stijl van jazzmetal kunnen worden toegewezen, maar ook elementen uit de industrial en ambient gebruiken. In 2008 richtte Dunn de andere band MadLove op. In tegenstelling tot zijn eerdere werk speelt MadLove geen complexe jazz of metal, maar een pakkende mix van blues, rock en popmuziek.

## Discografie
- 1995: Trevor Dunn, John Schott, Ben Goldberg, Kenny Wollesen Junk Genius (Knitting Factory Works)
- 1996: Secret Chiefs 3 First Grand Constitution and Bylaws (Amarillo Records)
- 1998: Trevor Dunn's Trio-Convulsant Debutantes & Centipedes (Buzz-Records)
- 2001: Secret Chiefs 3 Book of M (Web of Mimicry)
- 2002: The Fantômas Melvins Big Band Millennium Monsterwork 2000 (Ipecac Recordings)
- 2004: Trevor Dunn's Trio-Convulsant Sister Phantom Owl Fish (Ipecac Recordings)
- 2005: Electric Masada At the Mountains of Madness (Tzadik)
- 2007: Shelley Burgon / Trevor Dunn Baltimore (Skirl Records)
- 2008: Four Films (Tzadik)
- 2012: Tomas Fujiwara: The Air Is Different, RogueArt)
- 2016: Roswell Rudd, Jamie Saft, Trevor Dunn, Balázs Pándi Strength & Power (RareNoise Records)
- 2019: Nocturnes (Tzadik)